# بیرقدار (بایبورد)
بیرقدار {{ترکی|Bayraktar) (به ارمنی: Բախշի) (به کردی: Baksî) یک منطقهٔ مسکونی در ترکیه است که در بایبورد واقع شده‌است. بیرقدار ۳۴۸ نفر جمعیت دارد.